# História da TV Globo na década de 2000
Este artigo aborda a História da TV Globo na década de 2000, relacionando os mais relevantes eventos ocorridos no período.

## 2000

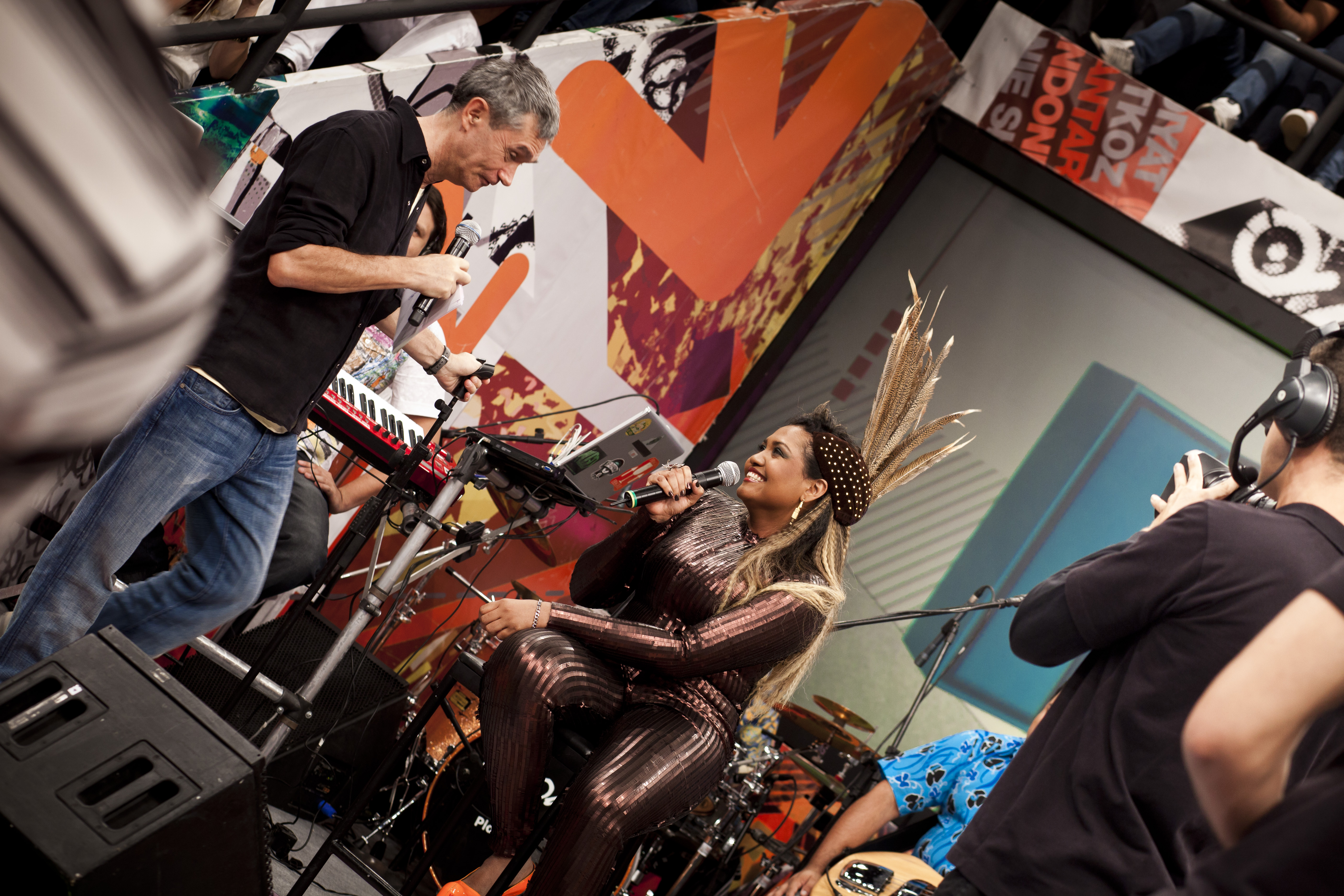
O programa Altas Horas estreou em outubro de 2000, sob o comando de Serginho Groisman. É um dos mais longevos programas do gênero na televisão brasileira.

Em abril, estreou o Caldeirão do Huck, apresentado por Luciano Huck. Também estreou naquele mês o Programa do Jô comandado por Jô Soares (programa extinto em dezembro de 2016). Em outubro estreou o Altas Horas, com Serginho Groisman. Ainda no ar Caldeirão do Huck e Altas Horas, juntamente com o extinto Programa do Jô, são três dos mais longevos programas da Globo.

Cena de Laços de Família, onde a personagem Camila (Carolina Dieckmann) raspa a cabeça devido ao tratamento da leucemia, se tornando um dos atos memoráveis da teledramaturgia brasileira.

Em junho, estreou Laços de Família, abordando a temática do relacionamento entre mãe e filha, além da prostituição e a leucemia. A novela ficou marcada pela cena da personagem Camila (Carolina Dieckmann) raspando o cabelo, como parte de uma campanha para a doação de medula óssea. Durante a sua exibição, o número de doadores de sangue, tecidos e medulas aumentou gradativamente, levando a Globo a conquistar o prêmio mais importante de responsabilidade social do mundo, o BITC Awards for Excellence 2001, na categoria Global Leadership Award.

## 2001
Em 29 de março, estreava A Grande Família, a mais longa série de televisão brasileira.

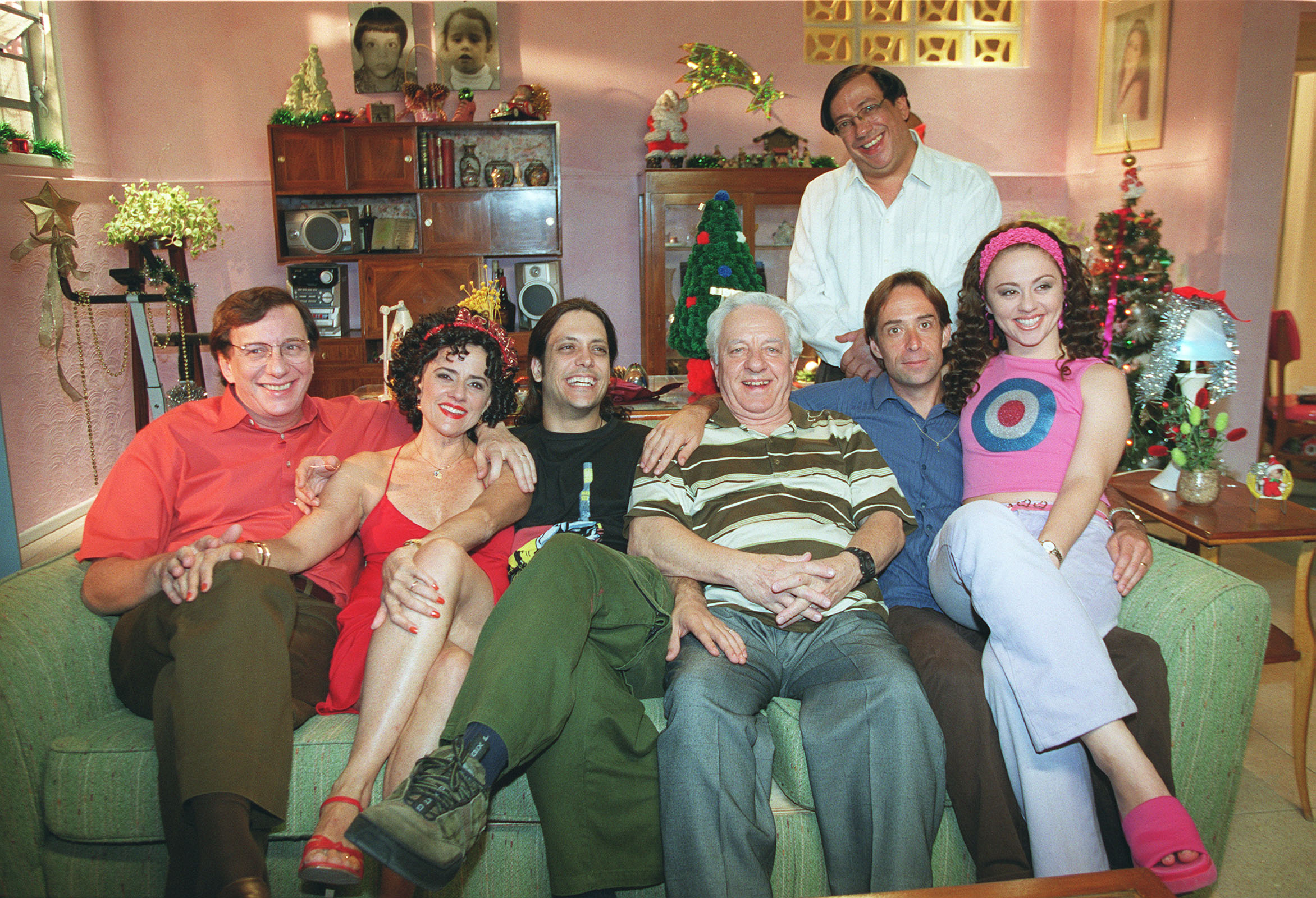
Elenco de A Grande Família, que estreou em 2001.

Um incêndio em 11 de janeiro no estúdio onde era gravado o último bloco do ‘’Xuxa Park’’ e por pouco não provocou a morte da apresentadora Xuxa. No estúdio estavam cerca de trezentas pessoas, sendo duzentas crianças. O incêndio, que deixou 26 feridos, alguns em estado grave, fez com que o programa fosse retirado da grade de programação.
Em 11 de setembro, a emissora interrompe a programação infantil e transmite o maior atentado da história dos Estados Unidos, os Ataques de 11 de setembro, chegando a cancelar os telejornais locais e o ‘’Globo Esporte’’, mas exibe o ‘’Jornal Hoje’’. A TV transmite nos telejornais todos os dias o desenrolar dos atentados, dos bombardeios dos Estados Unidos contra o Afeganistão, quando houve queda do regime Talibã e a posse do novo governo, até meados de 2002.
Em outubro estreou a novela O Clone, que abordava a clonagem humana, dependência química e a cultura islâmica. A novela foi eleita em 2013 por ‘’The WIT’s Top 50 Series’’ como um dos principais programas da televisão nos últimos cinquenta anos.

## 2002
Em janeiro, estreou o Big Brother Brasil, popularmente conhecido como BBB, se tornando uma das maiores audiências da casa em quase todas as edições.
É transmitida com exclusividade a Copa do Mundo FIFA de 2002, em que o Brasil conquistou o pentacampeonato.

## 2003
Na tarde de 20 de março, a emissora exibe um plantão noticiando a Guerra do Iraque, interrompendo parte da programação daquele dia.
Em 6 de agosto morre no Rio de Janeiro o fundador e presidente das Organizações Globo, Roberto Marinho, aos 98 anos.

## 2004
Em janeiro de 2004 estreou a telenovela Da Cor do Pecado tendo a atriz Taís Araújo como a primeira protagonista negra de uma telenovela da Globo. Foi uma das maiores audiências no horário e sucesso internacional, vendida e dublada para cem países.
Em agosto, a Globo transmitiu as Olimpíadas de 2004, o que levou a emissora alterar a programação, especialmente durante a tarde.
Ainda em 2004, estreou o Praça TV 2.ª edição para antenas parabólicas, o Brasil TV. Antes do Brasil TV, desde 2002, era exibido para as antenas parabólicas o SPTV.

## 2005
A emissora completa quarenta anos e, em comemoração, transmite entre 25 e 29 de abril uma semana inteira com programas especiais nos gêneros que fizeram a história da emissora, inclusive o esporte, ao transmitir ao vivo no dia 27 (quarta-feira) o jogo amistoso entre Brasil e Guatemala direto do Estádio do Pacaembu em São Paulo. O jogo também marcou a despedida do atacante Romário da Seleção Brasileira.

## 2006
Em junho é transmitida com exclusividade a Copa do Mundo de 2006 na Alemanha, vencida pela Itália.
Na manhã do dia 12 de agosto, em meio a uma onda de ataques promovidos pela facção criminosa Primeiro Comando da Capital desde maio, o repórter Guilherme Portanova e o técnico Alexandre Coelho Calado foram levados por homens armados quando saíam de uma padaria próxima à sede da emissora. Libertado na mesma noite, o técnico levava consigo um DVD que continha um manifesto da facção, que deveria ser exibido em plantão ainda naquela noite, como condição para libertar o repórter. Horas antes, os retratos falados dos suspeitos haviam sido exibidos no Jornal Nacional. Após consultar órgãos internacionais de segurança, a Globo decidiu exibir o vídeo.   À 0h28min do dia seguinte, entrou no ar um plantão em rede nacional apresentado por César Tralli com a mensagem. Entretanto, a Globo cortou uma introdução onde eram mostradas armas de guerra, dinamites, granadas e coquetéis molotov. Lida pelo integrante da facção, a mensagem trazia críticas ao sistema penitenciário, pedindo revisão de penas, melhoria nas condições carcerárias, e posicionando-se contra o Regime Diferencial Disciplinado (RDD). No final da noite, quase 24 horas após a exibição do vídeo, os criminosos soltaram o repórter em uma rua do bairro do Morumbi, em São Paulo.

## 2007
Neste ano a Globo alterou suas operações analógicas com o propósito de construir uma produção televisiva em alta definição para a televisão digital. Em julho, são transmitidos os Jogos Pan-americanos do Rio de Janeiro.

## 2008
Em agosto, a TV dos Vales (depois InterTV dos Vales) que antes era afiliada da Rede Record no Leste de Minas Gerais, torna-se afiliada da Globo, no lugar da TV Leste, afiliada à Globo por 21 anos.

## 2009
Em 19 de janeiro, estreou a novela Caminho das Índias, de Glória Perez. A trama se destacou pela abordagem da cultura da Índia e de doenças mentais como esquizofrenia e psicopatia. Em 23 de novembro foi eleita a melhor telenovela na edição 2009 do prêmio Emmy Internacional.
No dia 11 de julho a Globo transmitiu o show especial dos cinquenta anos de carreira do cantor Roberto Carlos, diretamente do Estádio do Maracanã, no Rio de Janeiro.
Em 27 de agosto, a emissora anunciou que iria transmitir os Jogos Olímpicos de Verão de 2016 em TV aberta juntamente com a Rede Bandeirantes e a Rede Record, porém com exclusividade de transmissão nos canais fechados.
Em publicidade, a Globo fechou 2009 com um faturamento R$ 7 bilhões, 73,5% de toda a receita publicitária da TV aberta no Brasil.